# 南極座ζ
南極座ζ，又名CP-85 183，HD 79837、SAO 258515、HR 3678，是南極座的一颗恒星，视星等为5.42，位于銀經298.85，銀緯-24.81，其B1900.0坐标为赤經9h 11m 14.3s，赤緯-85° -24.81′ 47″。